# Erik Cainberg

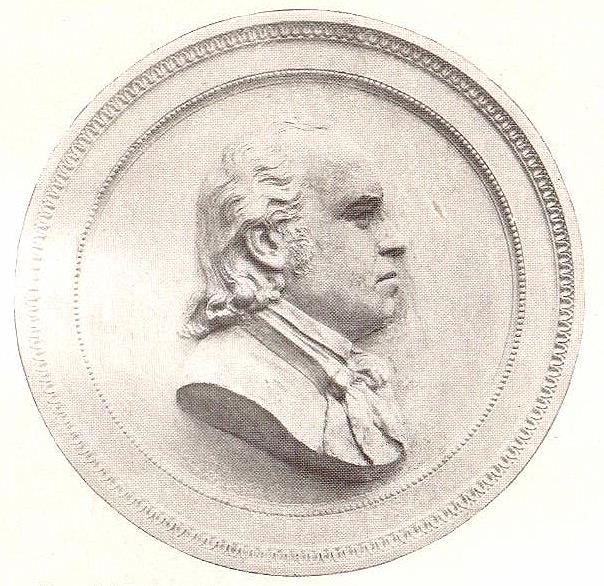
Porträttmedajong föreställande Jacob Rijf av Erik Cainberg, före 1816

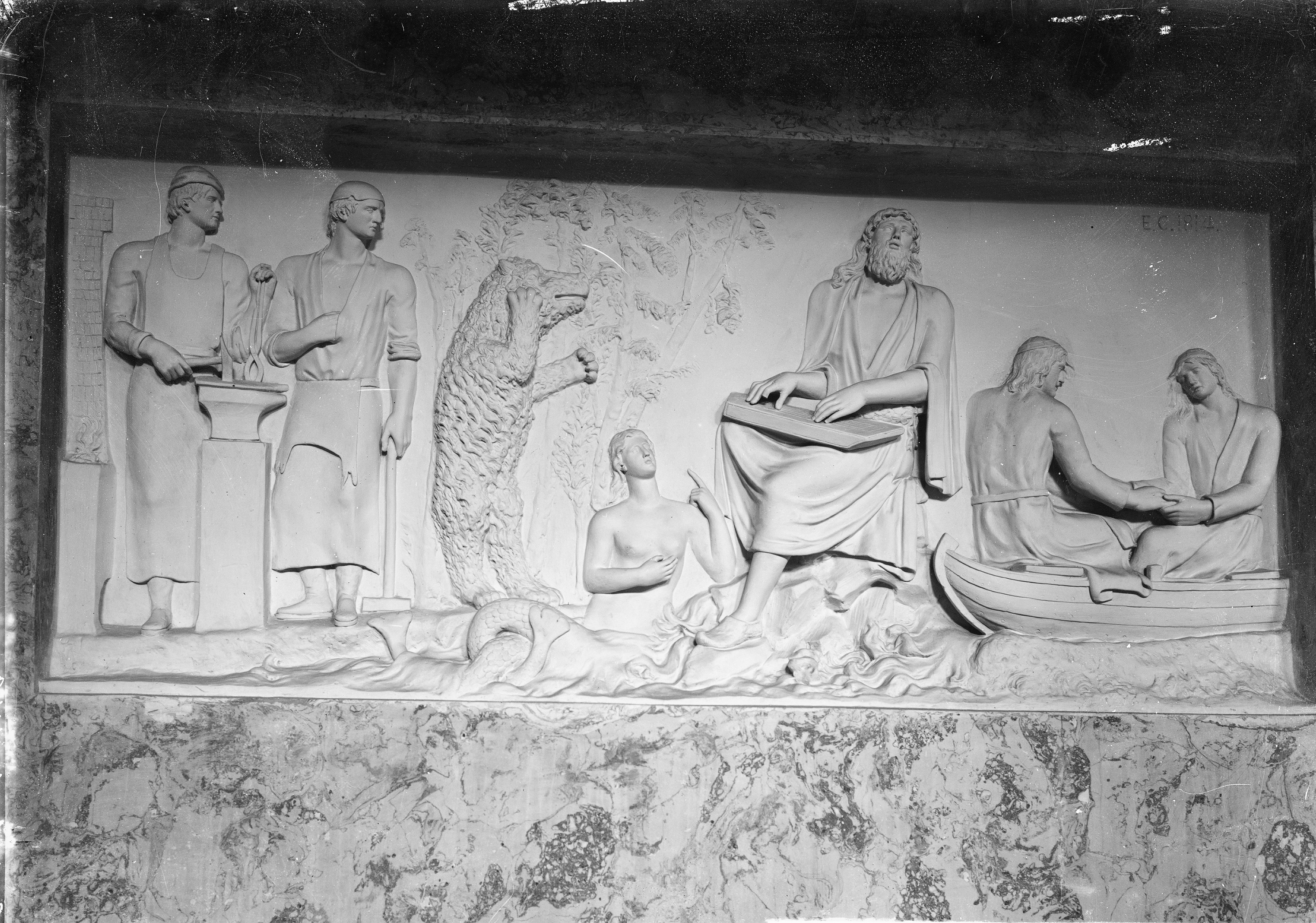
Väinämöinen spelar kantele, Gamla akademibyggnaden i Åbo

Erik Cainberg, född 9 april 1771 som Erik Eriksons Kaino i Nedervetil, död 31 mars 1816, var en finlandssvensk bildhuggare. 
Erik Cainberg föräldrar var småbönderna "Kaino Mågens" Erik Mattsson och Anna Eriksdotter. Han växte uppkom under enkla förhållanden på moderns gård i Nedervetil i Österbotten. Som ung arbetade han med predikstolar som lärpojke och hjälpkarl till kyrkobyggaren Jacob Rijf och kom med honom till Stockholm, där han studerade till skulptör vid Konstakademien. Han uppmärksammades där av Johan Tobias Sergel och fick tillfälle att flera år vistas i Rom samt anlitades på Sergels förord att pryda Kungliga Akademien i Åbo med skulpturreliefer.
Erik Cainbergs dekorationer är första gången Kalevaladiktningen behandlats i bildkonsten.